# Coupe du Liban de basket-ball
 (octobre 2023).
Si vous disposez d'ouvrages ou d'articles de référence ou si vous connaissez des sites web de qualité traitant du thème abordé ici, merci de compléter l'article en donnant les références utiles à sa vérifiabilité et en les liant à la section « Notes et références ».
La coupe du Liban de basket-ball  (aussi connu sous le nom de coupe Antoine Choueiri) est une compétition de basket-ball disputée chaque année en Liban.

## Palmarès
- 1993 : CAS Bikfaya
- 1994 : Club Sagesse
- 1995 : non disputé
- 1996 : non disputé
- 1997 : non disputé
- 1998 : non disputé
- 1999 : Club Sagesse
- 2000 : Club Sagesse
- 2001 : Club Sagesse
- 2002 : Club Sagesse
- 2003 : Club Sagesse
- 2004 : Champville SC
- 2005 : non disputé
- 2006 : Riyadi Club Beyrouth
- 2007 : Riyadi Club Beyrouth
- 2008 : Riyadi Club Beyrouth
- 2009 : non disputé
- 2010 : Champville SC
- 2011 : non disputé
- 2012 : Anibal Zahlé
- 2013 : non disputé
- 2014 : non disputé
- 2015 : non disputé
- 2016 : Byblos Club
- 2017 : non disputé
- 2018 : Homenetmen Beyrouth
- 2019 : Riyadi Club Beyrouth
- 2020 : non disputé
- 2021 : Dynamo Club
- 2022 : Beirut Club
- 2023 : non disputé
- 2024 : Beirut Club

## Bilan par club
| Club                 | Ville        | Titres | Années                             |
| -------------------- | ------------ | ------ | ---------------------------------- |
| Club Sagesse         | Beyrouth     | 6      | 1994, 1999, 2000, 2001, 2002, 2003 |
| Riyadi Club Beyrouth | Beyrouth     | 4      | 2006, 2007, 2008, 2019             |
| Champville SC        | Dik El Mehdi | 2      | 2004, 2010                         |
| Beirut Club          | Beyrouth     | 2      | 2022, 2024                         |
| Anibal Zahlé         | Zahlé        | 1      | 2012                               |
| Byblos Club          | Byblos       | 1      | 2016                               |
| Homenetmen Beyrouth  | Beyrouth     | 1      | 2018                               |
| Dynamo Club          | Beyrouth     | 1      | 2021                               |
| CAS Bikfaya          | Bikfaya      | 1      | 1993                               |